# Porta i tanca de la Finca Miralles
La porta i tanca de la Finca Miralles és una obra d'Antoni Gaudí situada al passeig de Manuel Girona de Barcelona, declarada bé cultural d'interès nacional.

## Història
A principis del segle xx, l'empresari Hermenegild Miralles i Anglès (1859-1931) va encarregar a l'arquitecte reusenc Domènec Sugrañes i Gras un xalet inspirat en la barraca valenciana, al costat de la qual hi havia una altra més petita per als masovers. Gaudí, de qui Sugrañes fou col·laborador a la Pedrera i a la Sagrada Família, s'encarregà del mur de tanca i la porta d'accés de la finca.
Finalment,  el conjunt fou enderrocat cap al 1965, i se'n van salvar una part del mur i la porta, que foren restaurats els anys 1977-1978, amb la reconstrucció de la marquesina i la supressió dels pilars i la reixa del portal gran, obra de Sugrañes.

## Descripció
Del mur només s'ha conservat un fragment de 36 m de llarg, de perfil ondulat i de secció que es va fent més estreta a la part superior, sobre el qual hi ha una reixa de xarxa metàl·lica rematada amb punxes.
La porta, unida orgànicament al mur, consta de dos portals, el menor dels quals conserva la reixa de ferro original. Al gran hi ha una escultura de bronze de Gaudí de mida natural, feta per l'escultor Joaquim Camps el 1999, època de l'última restauració. Entre les dues obertures, un plafó enfonsat contindria un rètol de cartó pedra, material fabricat pel propietari.
Les portes estan cobertes per una teulada a dues aigües, a mode de marquesina. Les teules estan fetes de fibrociment, tot i que originalment eren de cartó pedra. Està tensada amb uns elements metàl·lics trenats i coronada per una creu gaudiniana de quatre aspes, amb perfil sinuós, de ferro forjat, procedent del xalet-barraca.